# Gamratka
Gamratka (prononciation : [ɡamˈratka]) est un village polonais de la gmina de Mińsk Mazowiecki dans le powiat de Mińsk de la voïvodie de Mazovie dans le centre-est de la Pologne.
Il se situe à environ 5 kilomètres à l'ouest de Mińsk Mazowiecki (siège de la gmina et de la powiat) et à 35 kilomètres à l'est de Varsovie (capitale de la Pologne).
Le village compte approximativement une population de 97 habitants en 2007.

## Histoire
De 1975 à 1998, le village appartenait administrativement à la voïvodie de Siedlce.